# Bob Morse
Robert Duncan Morse (ur. 4 stycznia 1951 w Filadelfii) – amerykański koszykarz, występujący na pozycji skrzydłowego.

## Osiągnięcia
Stan na podstawie, o ile nie zaznaczono inaczej.
NCAA
- Zaliczony do:
  - I składu:
    - Ivy League (1972)
    - All-Philadelphia Big Five (1971, 1972)

  - II składu All-American (1972 przez NABC)
  - Galerii Sław Big Five

Drużynowe
- Mistrz:
  - Euroligi (1973, 1975, 1976)
  - Włoch (1973, 1974, 1977, 1978)
- dwukrotny wicemistrz Włoch (1975, 1976)
- Zdobywca pucharu:
  - Interkontynentalnego (1973)
  - Saporty (1980)
  - Włoch (1973)
- Finalista:
  - Euroligi (1974, 1977–1979)
  - Pucharu Interkontynentalnego (1974, 1976, 1977)

Indywidualne
- trzykrotny lider strzelców ligi włoskiej (1973–1975, 1979–1981)
- Wybrany do:
  - 50. najlepszych zawodników w historii FIBA (1991)
  - 50. największych osobistości Euroligi (2008)
- dwukrotny lider strzelców finałów Euroligi (1975, 1976)